# 大東市立北条小学校
大東市立北条小学校（だいとうしりつ ほうじょうしょうがっこう）は、大阪府大東市北条にある公立小学校。

## 沿革
- 2012年（平成24年）4月1日 - 北条西小学校と統合し開校。

## 通学区域
- 北条1～7丁目、学園町、錦町、大字北条[1]

※卒業後は基本的に大東市立北条中学校に進学する。